# Ngulu (Micronésie)
Vous lisez un « bon article » labellisé en 2020.
Pour les articles homonymes, voir Ngulu.
Ngulu est un atoll corallien de neuf îles situé à l'ouest des îles Carolines dans l'océan Pacifique. Il appartient aux îles extérieures de Yap. Du point de vue administratif, c'est une municipalité de l'État de Yap, dans les États fédérés de Micronésie. C'est l'atoll le plus occidental des États fédérés de Micronésie. Il est situé sur la même zone de subduction que les îles Yap, au point de rencontre de la plaque philippine et de la plaque pacifique. 
La superficie totale émergée des cinq îlots pérennes qui composent Ngulu est de seulement 0,3 km2. Leur altitude maximale est de quatre à cinq mètres. L'atoll s'étend sur 36 km de long et 22 km de large sous la forme de seize segments de récifs. Ceux-ci entourent un profond lagon s'étendant sur 438 km2. Le climat y est de type équatorial, chaud, modérément humide et pluvieux tout au long de l'année. L'atoll est régulièrement affecté par des cyclones. Il possède une flore et une faune terrestre peu diversifiées mais une riche faune récifale et maritime protégée par une zone de gestion marine de 112 km2 (environ 70 % du lagon).
Les premiers humains abordent Ngulu aux environs de 300 d'après des sondages archéologiques. Les objets découverts illustrent, dès l'origine, des échanges avec les îles Yap avec l'importation de céramiques. Entre 800 et 1400, de la céramique et des outils attestent de contacts avec les Palaos et les îles Salomon et les îles Marshall. Après 1400 est introduite depuis les îles Yap la pratique de la construction de plates-formes en pierre pour y bâtir les habitations. Les Européens établissent les premiers contacts avec les insulaires dans la première moitié du XVIe siècle. Ngulu et le reste des îles Carolines passent sous domination espagnole jusqu'en 1885, puis sont intégrées à la Nouvelle-Guinée allemande. En 1914, l'empire du Japon prend possession de la région, occupation régularisée dans le cadre du mandat des îles du Pacifique créé en 1919. Les îles Carolines passent sous le contrôle des États-Unis en 1944 qui les administrent en tant que Territoire sous tutelle des îles du Pacifique dans le cadre d'un mandat de l'ONU reçu en 1947. Les États fédérés de Micronésie accèdent à l'indépendance en 1986.
La population de Ngulu a toujours été faible. Elle parle une langue appartenant à la sous-famille chuukique des langues micronésiennes. L'alimentation est fondée sur la pêche et l'agriculture vivrière. Le sirop de noix de coco concentré produit à Ngulu était autrefois très apprécié par les Yapais et échangé contre d'autres biens. La toxicité des plants locaux de taro nécessite une cuisson répétée avec du sirop de noix de coco.

## Géographie

### Topographie

Plan de l'atoll de Ngulu.
récifs
hauts-fonds
sable
végétation

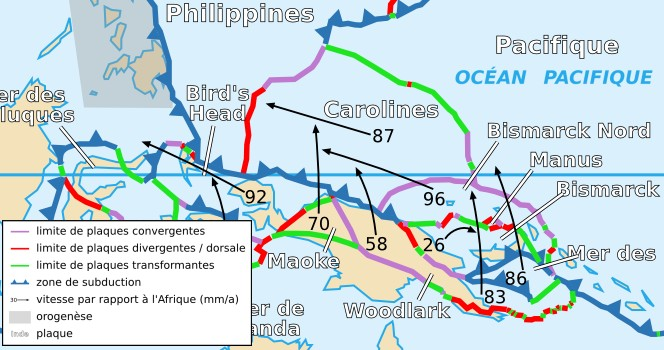
Plaque tectonique des Carolines et plaques voisines.

L'atoll de Ngulu est situé à environ 104 km au sud-sud-ouest des îles Yap. Il est l'atoll le plus occidental des États fédérés de Micronésie. Il est situé sur la même zone de subduction que les îles Yap, au point de rencontre de la plaque philippine et de la plaque pacifique. L'atoll de Ngulu s'étend sur 36 km de long et 22 km de large sous la forme de 16 segments de récifs, — 19 vers 1980 — entourant au nord, à l'ouest et au sud un profond lagon central couvrant 438 km2, auquel les passes de Doriyappu, Doniparo, Donibureeko et Doroppu permettent d'accéder,. La partie orientale du récif est profondément immergée. La superficie totale des terres des cinq îlots pérennes, divisés géographiquement en deux, est de seulement 0,3 km2. Le groupe nord est constitué, du nord au sud, des îles de Meseran et Lathow (aussi appelée île du Nord). Le groupe sud comprend, d'ouest en est, les îles d'Ylangchel (la plus élevée, 4 à 5 m d'altitude), Ngulu (la plus grande, 0,1 km2 et 2,6 m de hauteur maximale), et Wachlug. Les autres surfaces émergées consistent en minuscules îlots de sable ou de gravier dépourvus de végétation, probablement inondés par les fortes marées et les tempêtes, et non reconnus comme des îles distinctes par les habitants de Ngulu.

### Cyclones et tempêtes tropicales

Le typhon Haiyan approchant des Philippines, le 7 novembre 2013.

L'atoll se situe dans la zone de précipitations la plus forte au nord de l'équateur. Il est régulièrement touché par des tempêtes tropicales et des cyclones tropicaux majeurs, également appelés typhons. En mars 2002 puis en avril 2004, les cyclones Mitag et Sudal frappent la zone sans que de gros dommages aient été enregistrés malgré de fortes précipitations et des vents à la vitesse élevée,. Le 30 septembre 2009, la tempête Parma passe sur Ngulu avec des vents maximaux estimés entre 96 km/h à 105 km/h. Le toit du centre communautaire et quatre maisons, principalement leurs toits de chaume, sont endommagés. Le total de ces dommages est estimé à 10 000 $. Environ 40 % des bananiers et des papayers ont subi des dégâts. En novembre 2013, le typhon Haiyan, puis en décembre 2014, le typhon Hagupit frappent durement l'île sans faire de victime ou de blessé.
La communauté de Ngulu est membre de la FUNSO (Fais Ulithi Ngulu Sorol Organization) créée pour coordonner les aides d'urgence reçues en cas de sinistre météorologique dans les îles de l'association.

### Environnement

#### Protection environnementale
En 2002, dans le cadre d'un plan de gestion environnemental géré par le gouvernement des États fédérés de Micronésie, différents services gouvernementaux des États-Unis et le Programme des Nations unies pour le développement, l'atoll est intégré ainsi que les îles Yap, et les atolls d'Ulithi, Fais et Faraulep, à l'écorégion de la forêt tropicale sèche de Yap. Le programme a pour objectif la conservation et l'amélioration des systèmes écologiques marins, terrestres et d'eau douce et de leur diversité tout en répondant aux besoins humains. En 2009, les chefs traditionnels, ayant fait appel au Programme d’action communautaire de Yap, une organisation non gouvernementale, obtiennent de l'aide pour améliorer la gestion des ressources. Par l'intermédiaire du Micronesia Conservation Trust, il est fourni à la communauté des fonds octroyés par le programme de protection de l’environnement et de protection de l’Union européenne. Les insulaires ont décidé de l'établissement d'une zone de gestion marine de 112 km2 (environ 70 % du lagon) pour rétablir et maintenir la résilience et l'intégrité de l'écosystème marin. La zone restante est utilisée pour la subsistance et des échanges commerciaux de faible ampleur. Des limites de prises sont fixées pour chaque espèce. L'argent est utilisé pour mettre en place un système de surveillance par radar afin d'identifier les navires de pêche illégaux.
La pêche illégale, notamment par des flottes de pêche d'Asie du Sud-Est, n'a pas encore eu d'impact important sur les ressources locales. En novembre 2014, quatre bateaux sont capturés et ramenés aux Îles Yap. Durant le premier semestre 2015, un groupe de dix navires est repéré en train de rassembler des concombres de mer et des poissons de récifs. Bien que signalée à l'administration fédérale, cette activité illégale ne déclenche aucune intervention des garde-côtes. Les autorités yapaises organisent en conséquence une flottille de bateaux avec à leur bord des volontaires et des policiers, lesquels capturent à Ngulu environ 35 pêcheurs illégaux et un certain nombre de leurs navires. Ces pêcheurs pourraient être les victimes de la traite humaine par des mafias chinoises ou vietnamiennes.

#### Flore

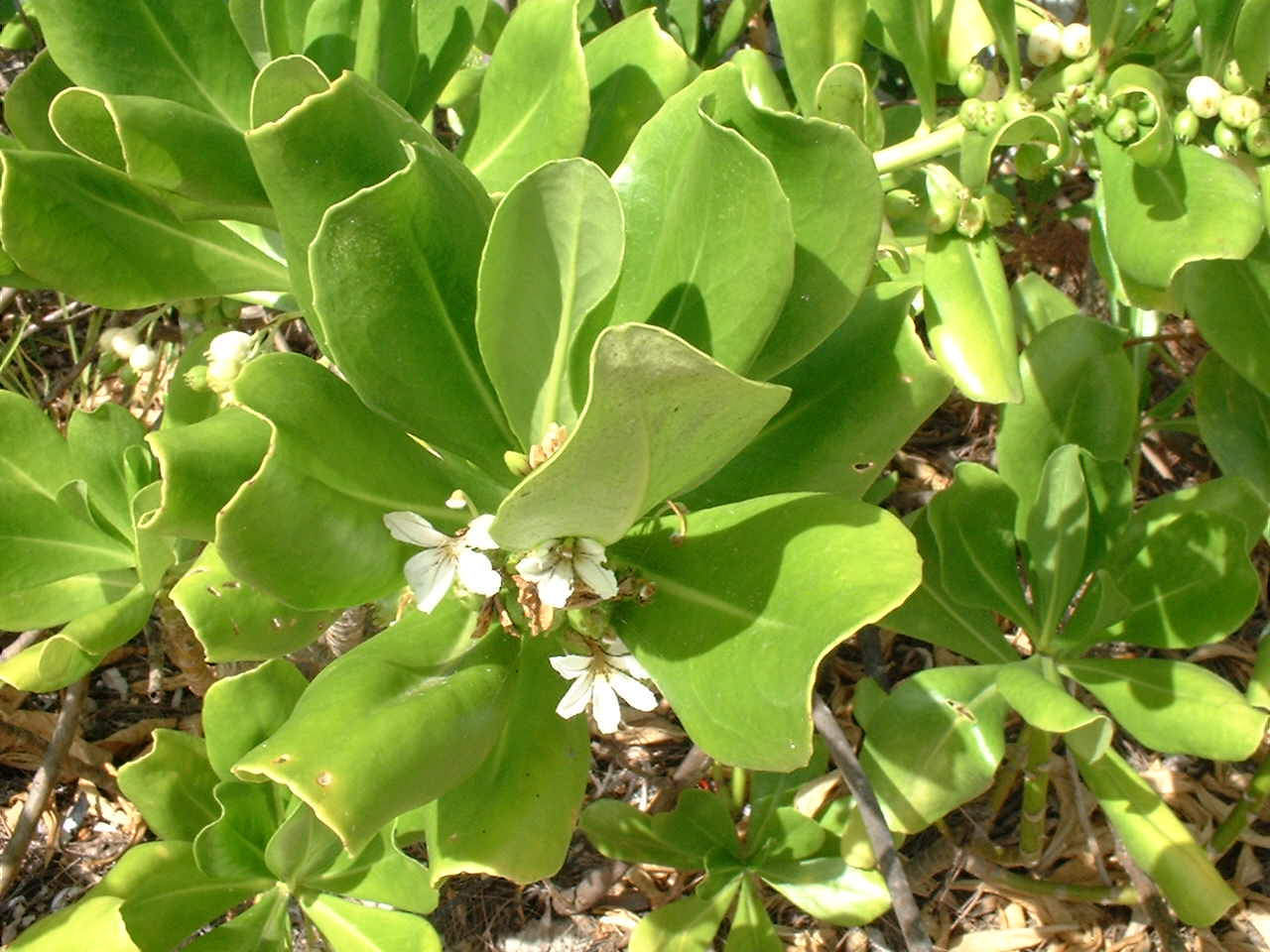
Scaveola taccada.

La végétation est principalement constituée d'une forêt de cocotiers (Cocos nucifera). Dans les îles septentrionales, les plages de Meseran sont principalement de sable fin et de roches coralliennes et de sable à Lathow. Elles comportent modérément des touffes d'herbes, des arbustes, des cocotiers, des arbres à pain et des papayers. Dans les îles du sud, des fourrés de Scaevola taccada se répartissent en parcelles le long de la partie supérieure des plages des îles Ngulu et Wachlug. Ils sont absents d’Ylangchel, qui est plus élevée et présente un rivage rocheux, et qui possède des bouquets d’héliotropes (Heliotropium foertherianum) côté lagon. Ils abritent de nombreux oiseaux de mer en reproduction, de plusieurs espèces.

#### Faune terrestre
Les insectes sont peu nombreux puisqu'il n'a été observé sur l'île de Ngulu que deux papillons résidents (Euchrysops cnejus et Hypolimnas bolina) et deux libellules (Pantala flavescens et Anax guttatus) qui y migrent en août et septembre apportées par les vents d'ouest. Ce faible nombre tient probablement à la petite taille des îles et à la faible diversité des habitats.
L'île de Ngulu abrite quinze espèces de reptiles, soit deux tortues de mer, six geckos, animaux nocturnes et six scinques, animaux diurnes. Aucun n’est endémique et la plupart d’entre eux sont répandus en Océanie. Les tortues abordent les îles de l'atoll pour y nidifier. Les tortues imbriquées ne viennent qu'en petit nombre par saison, pas plus de quatre ou cinq, mais les tortues vertes sont beaucoup plus courantes, de l'ordre de plusieurs dizaines. Les îles du nord sont préférentiellement visitées et au sud, Ylangchel, qui est complètement entourée de plages rocheuses pour la plupart escarpées, n'est pas abordée. La nidification des tortues vertes se déroule principalement de mai à août. Une seconde saison, de décembre à mars, ne concerne que peu d'individus. L'isolement du territoire, la faible population humaine résidente, un braconnage très occasionnel par les visiteurs extérieurs et les pratiques de conservation traditionnelles locales contribuent au maintien des populations de tortues. Les œufs peuvent être récoltés régulièrement mais la pratique locale est de ne tuer des tortues pour se nourrir que lorsque le chef est présent.

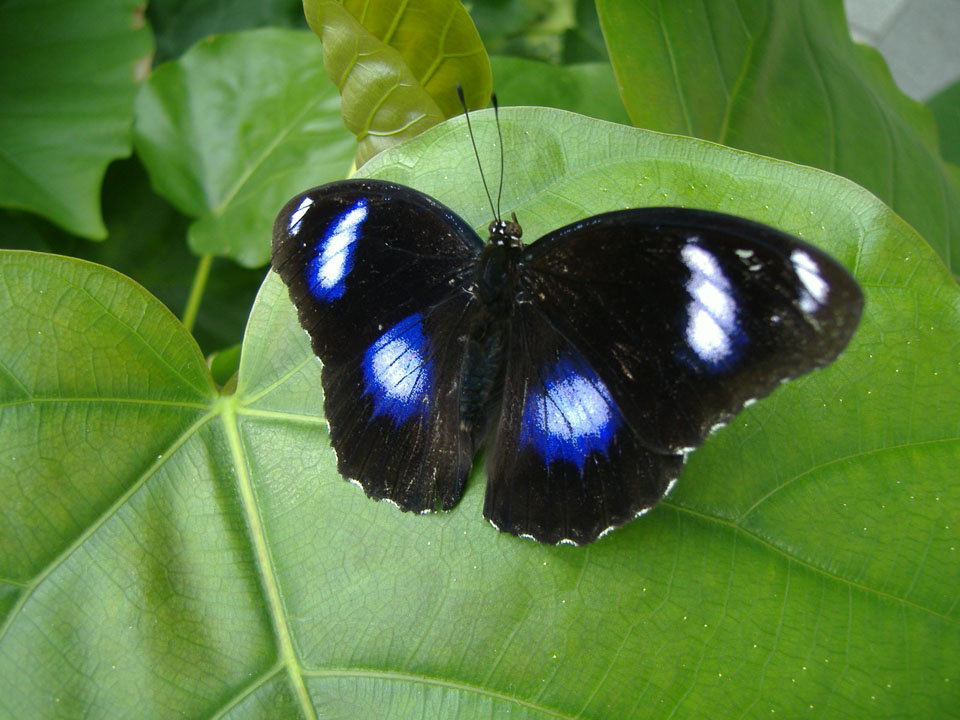
Hypolimnas bolina (au Japon)
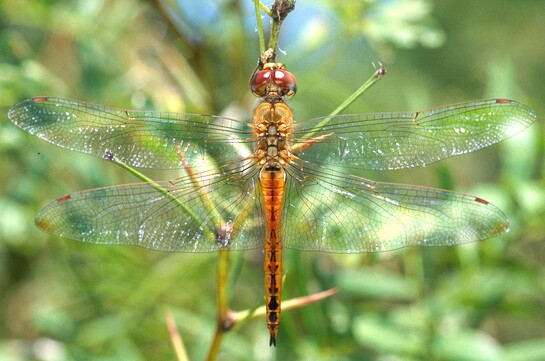
Pantala flavescens
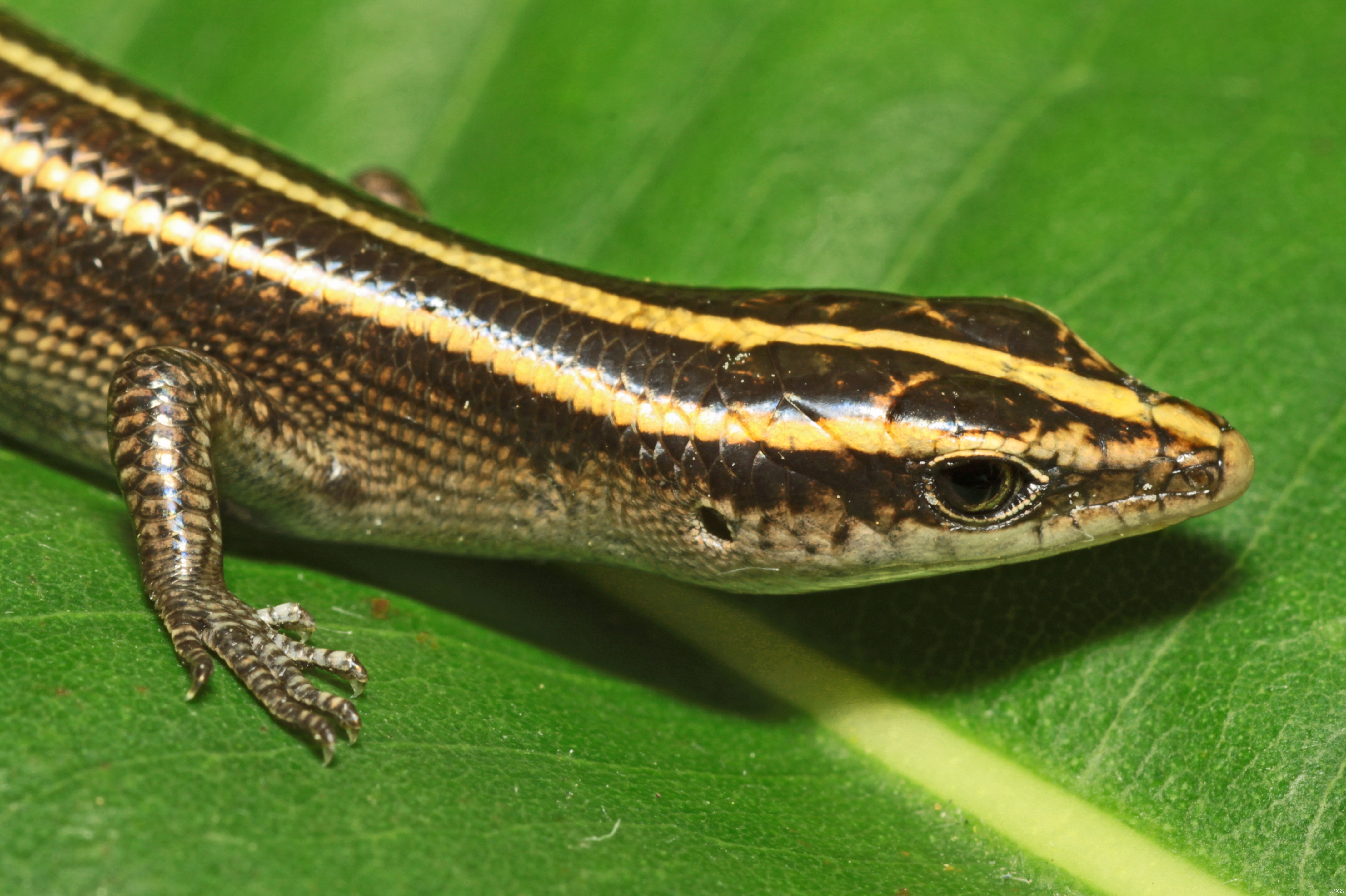
Emoia impar (aux Samoa)

Parmi les scinques, les plus abondants, Emoia caeruleocauda, Emoia impar et Emoia jakati, vivent sur toute l'île, au sol et dans des zones ouvertes pour le premier, dans des zones forestières et perturbées pour les suivants. Cet habitat est le même pour Eugongylus albofasciolatus qui reste à terre. Lamprolepis smaragdina est quant à lui largement arboricole et Emoia atrocostata est généralement localisé sur les plages rocheuses exposées. Parmi les geckos, Nactus pelagicus a une prédilection pour les zones rocheuses. Les autres dont Gehyra mutilata et Gehyra oceanica, le plus gros, vivent dans des habitats très variés. Le gecko le plus courant, Lepidodactylus moestus, tout comme Lepidodactylus lugubris et une espèce de Lepidodactylus indéterminée, est tout de même particulièrement fréquent dans les arbustes du genre Scaevola. Les îles d'Ylangchel et Wachlug sont plus pauvres en reptiles puisqu'elles ne comptent que six espèces chacune, mais une espèce rare et menacée de serpent aveugle, peut-être Ramphotyphlops hatmaliyeb, pourrait avoir été vue sur Ylangchel,.
De très nombreux fous et sternes nichent sur l'atoll. L'hirondelle rustique y migre en profitant des vents d'ouest en août et septembre.
Des chats domestiques et des rats sont présents sur l'île principale.

#### Faune récifale et maritime

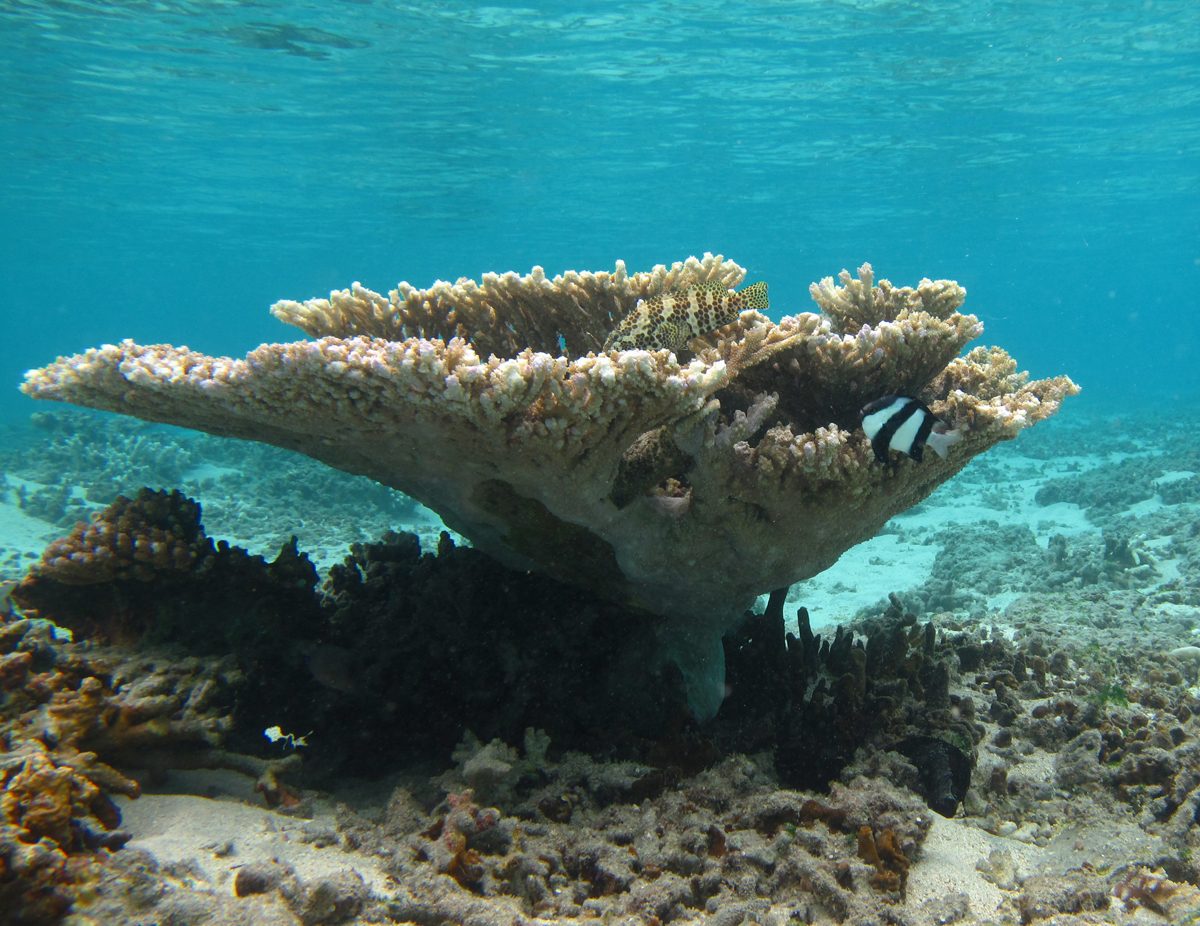
Acropora hyacinthus à La Réunion

Dans l'atoll, les 169 espèces de coraux recensées, et notamment les porites, couvrent de plus larges surfaces à l'intérieur du lagon qu'à l'extérieur car elles sont moins exposées aux intempéries. Certains coraux comme Acropora digitifera et Acropora hyacinthus sont utilisés pour des analyses de dispersion à large échelle basées sur la génétique,. 
La plupart des macroinvertébrés sont des crinoïdes, des oursins, des holothuries, des palourdes, et d'autres coquillages comestibles comme les Trochus. Tout comme les coraux, leur concentration est beaucoup plus importante à l'extrémité ouest de l'atoll,.
Des crabes, des homards et des calamars sont présents autour des îles.
Près de 379 espèces de poissons ont été observées lors d'une étude en 2007. Le très bon état des récifs, l'abondance générale des poissons et la parfaite visibilité sous-marine ont été remarqués. L’anguille de jardin de Galzin (Gorgasia galzini), le poisson perroquet à queue noire (Scarus fuscocaudalis), le Salarias fasciatus, les Trichonotus et le poisson perroquet festif (Scarus festivus) sont quelques-unes des espèces inventoriées, par exemple sur les récifs extérieurs. Le requin gris et le requin zèbre ont été vus près des récifs,.

### Administration
La population de Ngulu, présente sur l'île principale ou expatriée, est régie par plusieurs chefs traditionnels avec à leur tête un chef principal,.
Ngulu forme une municipalité de l'État de Yap, dans les États fédérés de Micronésie. Dans le cadre des élections législatives internes à l'État de Yap, la municipalité constitue avec celles de Fais, de Ulithi et la municipalité inhabitée de Sorol le troisième district électoral. Ce district élit pour quatre ans un sénateur au scrutin uninominal majoritaire à un tour,.

Situation de Ngulu
États fédérés de Micronésie.
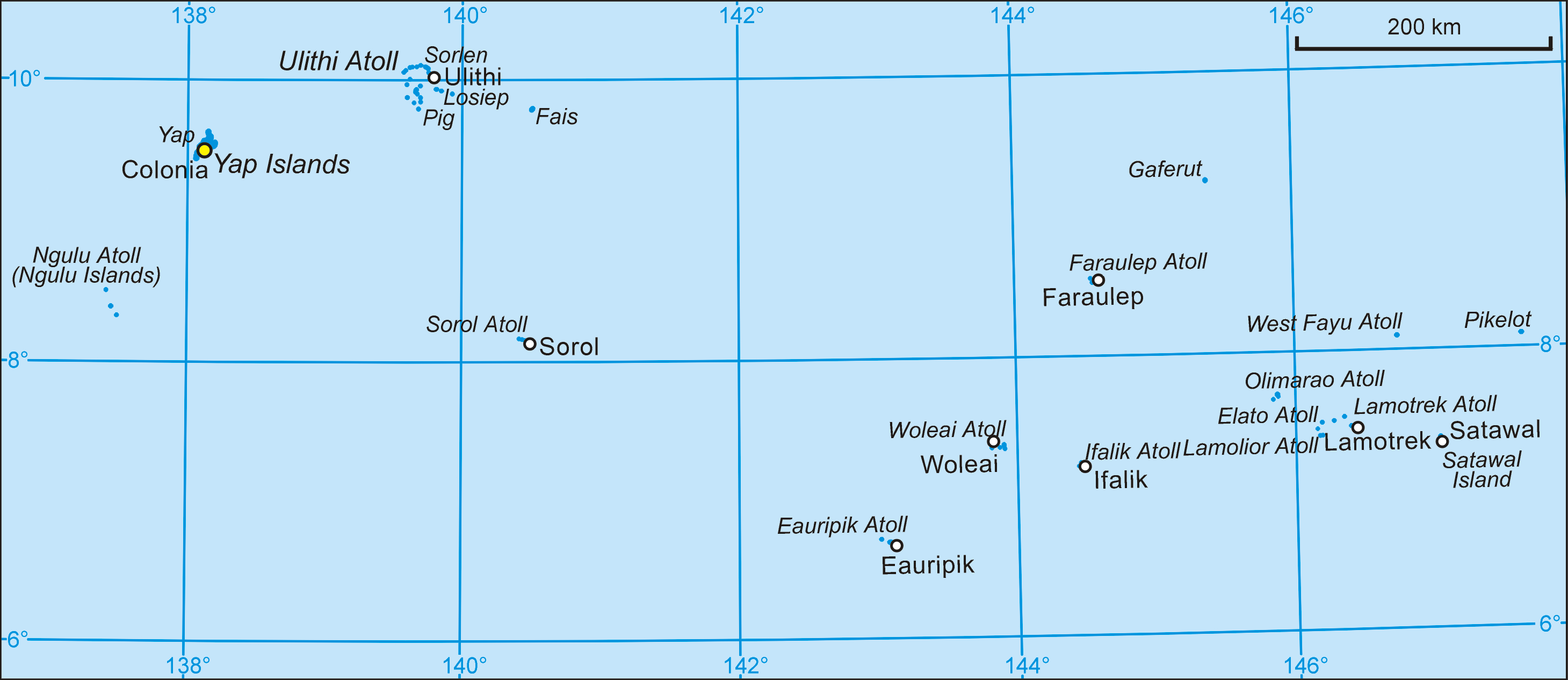
État de Yap.

### Démographie
| 1900       | 1920      | 1925      | 1930      | 1935      | 1958 | 1967     | 1973 |
| ---------- | --------- | --------- | --------- | --------- | ---- | -------- | ---- |
| 100 (est.) | 75 (est.) | 81 (est.) | 65 (est.) | 60 (est.) | 45   | 7 (est.) | 8    |

| 1980 | 1987 | 1994 | 2000 | 2008 | 2010 | - | - |
| ---- | ---- | ---- | ---- | ---- | ---- | - | - |
| 21   | 30   | 38   | 28   | 8    | 6    | - | - |

Selon des récits ethnohistoriques, la population aurait toujours été inférieure à cent personnes aux XIXe et XXe siècles. Durant les années 2010, huit personnes vivent de façon permanente sur l’île principale,

## Histoire

### Les mythes concernant Ngulu
Un mythe rapporte que Ngulu n'a pas toujours eu sa position actuelle. Dans les temps anciens, le yapais Ruwathoel, qui vivait à l'extrémité sud des îles Yap, dans le village de Guror, dans l'actuelle municipalité de Gilman, se distinguait des autres Yapais en raison de sa taille. Il était mi-humain mi-géant. Il était jugé beau et fort, excellent pêcheur, et surpassait tous les hommes par ses compétences et ses capacités. La jalousie entraîna des hommes à comploter contre lui. Ils lui jetèrent un sort qui l'endormit la tête appuyée contre le porche de sa maison. Ses mains furent attachées au tronc de cocotiers et ses cheveux tressés aux poteaux de sa maison. Le feu fut ensuite mis à sa maison. Dans sa lutte pour se libérer, Ruwathoel donna un coup de pied à la petite île voisine de Ngulu qui l'envoya où elle se trouve encore aujourd'hui, à plus de 100 km des îles Yap.
Selon une autre légende, un homme d'Ulithi, Halengloi, vint dans le district de Gagil sur les Îles Yap, en raison des relations de sawei qu'il entretenait avec le chef du lieu. Un jour le chef du village de Guror dans le district de Gilman vient lui proposer de vivre avec lui. Au bout de quelque temps, en remerciement de l'aide que Halengloi lui donne, le chef lui arrange un mariage avec une femme de sa communauté. Halengloi devient navigateur et décide un jour d'amener son équipage à Ngulu, lieu que les Yapais ne connaissaient pas mais dont il avait ouï dire. Les marins y récupèrent des coquillages, du poisson et des frégates qu'ils offrent au chef de Guror. Ce dernier s'en va ensuite trouver le chef qui a initialement hébergé Halengloi car c'est à lui que revient normalement la possession des terres découvertes par l'homme d'Ulithi, en tant que « père » dont Halengloi est le « fils ». Le chef de Gagil accepte de transférer à celui de Gilman le statut d'« hôte » et donc la possession de ces terres. Halengloi et sa femme finissent par retourner à Ngulu et y fondent une famille dont les habitants actuels seraient les descendants. Ce serait pour ces raisons que Ngulu appartiendrait encore au chef de Guror dans l'actuelle municipalité de Gilman et que les habitants de l'atoll auraient à la fois les coutumes des Îles Yap et d'Ulithi et parleraient les deux langues de ces territoires,

### L'occupation préhistorique d'après les fouilles archéologiques
Des fouilles archéologiques réalisées en quatre points de l'île de Ngulu révèlent l'existence d'une occupation humaine ininterrompue à partir de l'an 300,,. Dès l'origine, les insulaires consomment du poisson et de la tortue et entretiennent des contacts étroits avec les îles Yap, d'où est importée de la céramique,,. Des rats sont déjà présents sur l'île. Entre 800 et 1400, de la céramique paluanne est également utilisée à Ngulu, et l'emploi attesté comme herminette de la lèvre externe de coquillages du genre Cassis renverrait également à des liens avec les Palaos où cette pratique est connue. D'autres fragments de coquillage du même genre sont utilisés comme racloirs ou éplucheurs, ce qui suggère des contacts avec les îles Carolines centrales. Des ossements de chiens témoignent de la présence de cet animal aux environs de 1400. Après 1400 est introduite depuis les îles Yap la pratique de la construction de plates-formes en pierre pour y bâtir les habitations. La consommation de poulet apparaît durant cette période. Les céramiques yapaises et paluannes ont pu servir, dès l'origine ou à partir d'une date inconnue, à produire du sirop de noix de coco et à cuire selon un procédé particulier les plants de tarot du genre Alocasia,.

### Des premiers contacts avec les Espagnols jusqu'à l'indépendance des États fédérés de Micronésie
L'atoll est observé pour la première fois par un Européen, le navigateur espagnol Alonso de Arellano à bord de la patache San Lucas, le 23 janvier 1565. En mars 1834, la goélette commerciale Dash s'échoue sur l'atoll. Alors que l'équipage essaye de libérer le navire, les insulaires attaquent, tuant trois hommes et blessant le capitaine Keating. Celui-ci parvient tout de même à organiser l'évacuation du reste de l'équipage sur des chaloupes. Ils parviennent à Manille. En 1865 ou 1866, le navire Ebba Brahe à destination de la Chine fait naufrage sur un récif.
Les îles Carolines sont sous domination espagnole du XVIe siècle jusqu'à la fin du XIXe siècle, mais la plupart des communautés des îles de l'actuel État de Yap n'ont que peu de contacts avec les Européens et vivent en toute indépendance. La faiblesse des contacts est exacerbée par le fait que le lagon de l'atoll de Ngulu est souvent plus rugueux que l'océan extérieur et que l'ancrage est parfois dangereux ou impossible. En 1885, à la suite d'un conflit entre l'Espagne et l'Allemagne, l'arbitrage de Léon XIII en confirme la possession à l'Espagne contre des avantages commerciaux pour l'Allemagne. Celle-ci acquiert ces îles en 1899 et les intègre à la Nouvelle-Guinée allemande. Au début de la Première Guerre mondiale, en 1914, l'Empire du Japon occupe la zone. Cette occupation est légalisée dans le cadre du Mandat des îles du Pacifique créé en 1919 par la Société des Nations. Les îles Carolines passent sous le contrôle des États-Unis en 1944 qui les administrent en tant que Territoire sous tutelle des îles du Pacifique dans le cadre d'un mandat de l'ONU reçu en 1947. Les États fédérés de Micronésie accèdent à l'indépendance en 1986.

### Un atoll anciennement intégré aux échanges économiques

Schéma figurant les relations entre les îles micronésiennes dans le cadre du sawei.

L'atoll de Ngulu a été intégré au sawëy, système de relations hiérarchiques entre les îles Yap et les îles extérieures de Yap, qui a fonctionné pendant cinq siècles avant que les colons allemands puis japonais n'interdisent les voyages inter-îles. Bien que les Yapais n'aient eu qu'une hégémonie réelle très limitée sur ces îles, ce système fournissait des avantages appréciables pour l'ensemble des parties,. Ngulu a, dans ce cadre, entretenu une relation particulière avec Guror, dans l'actuelle municipalité de Gilman, l'un des villages de hiérarchie supérieure des îles Yap. Les marchandises échangées ont principalement consisté en de l'alimentation et de l’artisanat. D'après les témoignages ethnographiques, le sirop de noix de coco concentré produit à Ngulu, très apprécié par les Yapais, était échangé avec de l'huile de coco et des objets d'artisanat contre des aliments — banane, taro, canne à sucre, châtaigne de Polynésie et ignames —, du curcuma à usage cérémoniel, de l'argile rouge pour la peinture de canoës, du bambou pour diverses utilisations domestiques et de construction, de la céramique qui permettait de faire cuire la sève de noix de coco et le tarot toxique du genre Alocasia. Des biens ont aussi été échangés entre d'autres zones des îles Yap et Ngulu sans faire partie intégrante de ce réseau de pouvoir. Les insulaires de Ngulu venaient aux îles Yap en profitant du vent du sud-ouest, généralement en août, et en repartaient avec le vent du nord-est autour de janvier.

## Toponymie
L'atoll de Ngulu et son île principale ont été anciennement dénommés Angegul, Angelul, Lam(o)liaur  Ulu  Islands, Lamoliau  Ulu, Lamoliau-Uru, Lamoliork, Lamuliur, Lamuniur, Lumuliur, Mateletos, Matelotas, Matelotos, Metalotus, Ngelu, Ngolog, Ngolu, Ngoly, Ngilu, Ngiul, Ngoli(i), Onolu, Sequeira, Spencerkeys, Thieve Islands, Gulú, Ngoli. Ils sont actuellement appelés Ngúnú en Chuuk.

## Économie
L'atoll de Ngulu a fourni les îles Yap en ornements de coquillages, au moins durant les temps historiques.

### Ressources en eau et en électricité
Des puits atteignent une lentille d'eau saumâtre qui ne convient pas à l'agriculture et n'est utilisée que pour les ablutions. Des unités d'osmose inverse sont utilisées pour compléter l'approvisionnement en eau potable à Ngulu.
En 2013, sur la base d'un recensement de 26 personnes pour l'année 2000, il est prévu que le fonds European Union Energy Facility II serve à mettre en place cinq installations solaires de 500 watts-crête dans des maisons particulières et un ensemble de panneaux permettant de produire 2,5 kilowatts-crête pour la maison communautaire.

### Alimentation
Les principaux aliments sont le poisson et le coprah. Ils sont complétés par le fruit de quelques rares arbres à pain, le fruit fermenté dans des fosses et le taro non irrigué, du genre Alocasia, du fait de l'absence d'eau douce,,. La banane et la noix de bétel ne sont pas cultivées. Une fosse d'environ 10 m2 et de 0,6 m de profondeur sert à la conservation temporaire des taros à irrigation du genre Colocasia ou Cyrtosperma et des bananiers rapportés des îles Yap,. Du sirop de noix de coco est produit sur place. Pour ce faire, sur la plante, une inflorescence de noix de coco est façonnée en un long cylindre au moyen de fibres de noix de coco tressées. L'extrémité est coupée deux ou trois fois par jour pour permettre l'écoulement de la sève. Au début du XXe siècle, cette action était effectuée avec un grattoir obtenu à partir d'une coquille du genre Cassis. Les gouttes de sève sucrée sont recueillies dans un récipient en coquille de noix de coco suspendu à l’extrémité de l’inflorescence. Le rendement est d'environ 1,2 litre par jour. La sève sucrée recueillie est soit bue fraîche, soit versée dans un pot en terre cuite puis concentrée à feu doux jusqu'à ce qu'elle forme un sirop épais et brun riche en sucre. La sève ainsi traitée peut être conservée beaucoup plus longtemps, la sève fraîche présentant le désavantage de fermenter après 12 à 24 heures dans un environnement tropical, la teneur en alcool atteignant 6 degrés après 15 heures. Le sirop de noix de coco, source d’énergie importante, est utilisé par les insulaires de Ngulu dans la préparation de divers plats cuisinés, dans la fabrication de bonbons à la noix de coco, en cuisant le sirop avec de la noix de coco râpée. Cet aliment à haute énergie est utilisé lors de voyages en mer. De la sève fraîche ou du sirop dilué est donné aux enfants et même aux bébés non sevrés si leur mère est morte.
Les plantes d’Alocasia sont le seul aliment à base de féculent récolté toute l'année à Ngulu. Extrêmement acide du fait de fortes concentrations d'oxalate de calcium, peut-être à cause du climat rigoureux, la plante est consommée après des cuissons répétées avec du sirop de noix de coco. Sans cuisson appropriée, sa consommation provoque une sensation de brûlure, de la salivation et un gonflement de la bouche. D'après Michiko Intoh, il est peu probable que le sirop réagisse réellement chimiquement pour éliminer les cristaux toxiques. Elle suppose que le taux de sucre atténue l'irritation de la bouche ou que le sirop permet une cuisson à une température plus élevée que l'eau pure et donc une décomposition de l'oxalate de calcium.
Il est également consommé à Ngulu des porcs et des poulets, introduits après des contacts avec des Européens et élevés sur place. Les tortues de mer sont principalement capturées dans les petits îlots du nord puis rapportées et cuites dans un four en terre avant d'être réparties entre les chefs. Plusieurs barrages en pierre, en forme de flèche, pour certains détruits par une tempête, presque identiques à des pièges à poissons situés à Guror dans les îles Yap, sont localisés dans le lagon. Ils sont rarement utilisés à la fin du XXe siècle en comparaison de la pêche à la ligne.

## Culture

### Structure sociale
L'atoll de Ngulu est au début du XXIe siècle, pratiquement dépeuplé et donc faiblement structuré. De nombreux insulaires originaires de Ngulu vivent dans les îles Yap pour accéder à de meilleurs services publics et à des opportunités économiques, mais continuent à fréquenter l'atoll pendant les mois d'été. En janvier 2016, les huit habitants permanents appartiennent à la famille Mangthaw. Ils parlent une langue appartenant à la sous-famille chuukique des langues micronésiennes.

### Habitat et bâtiments communautaires
Trente-six plates-formes hexagonales, d'une hauteur de 0,6 m environ, servent ou ont servi de fondation à des bâtiments en bois. La plupart sont abandonnées du fait de la faible population. Elles sont soit entièrement constituées de blocs de corail, soit n'en présentent qu'à la circonférence de la zone surélevée. Ces plates-formes sont semblables à leurs modèles dans les îles Yap mais s'en distinguent cependant par une meilleure qualité de construction. Les maisons sont délimitées par une ligne de blocs de corail auxquels sont attribués des noms individuels. 
Dans certains cas, une cuisine, un fumoir, un entrepôt, une maison des menstruations ou un puits sont associés au logement principal. Parmi ceux-ci, la cuisine et la maison des menstruations sont aujourd'hui construites directement sur le sol. La plupart des maisons ont une ou deux fosses, appelées mar, d'environ 0,7 m de diamètre et 0,6 m de profondeur, pour la fermentation des fruits de l'arbre à pain. Les puits, d'environ 1,7 m de diamètre, sont utilisés pour la baignade. 
Une plate-forme entourée de pierres de corail (28 m par 16 m) a abrité une maison des hommes, détruite par une tempête, et comprend un espace clos pour la danse et les réunions. L'assemblée des hommes du village s'y tenait. Au nord-est de l'île se trouve une structure japonaise en béton, utilisée comme station météorologique avant la Seconde Guerre mondiale. Du côté du lagon, le long de la rive sud, six abris à canoë d’une taille d’environ 9 m sur 5,5 m, l'un d'eux construit postérieurement à 1909, sont susceptibles d'abriter un à trois bateaux. Un four en terre utilisé pour la cuisson des tortues est situé près de la plage du sud-est en 1981.
Un bâtiment en brique financé par l'Union européenne permet d’abriter les habitants au cours des grosses tempêtes.

### Livres et articles
- (en) Michiko Intoh, « Reconnaissance Archaeological Research on Ngulu Atoll in the Western Caroline Islands », Asian perspectives, vol. XXIV, no 1,‎ 1981, p. 69-80 (lire en ligne)

1. 1 2 3 4 5 6 7 8 9 10 11 12 13  Intoh 1981, p. 71.
2. ↑  Intoh 1981, p. 74.
3. 1 2 3 4 5 6 7  Intoh 1981, p. 78-79.
4. 1 2  Intoh 1981, p. 77.
5. 1 2 3 4 5 6  Intoh 1981, p. 72.
6. ↑  Intoh 1981, p. 72-73.

- (en) Michiko Intoh, « Why were pots imported to Ngulu atoll ? A consideration of subsistence strategy », The Journal of Polynesian society, vol. 101, no 2,‎ 1992, p. 159-168 (ISSN 0032-4000, lire en ligne)

1. ↑  Intoh 1992, p. 159.
2. 1 2 3 4 5  Intoh 1992, p. 161-163.
3. ↑  Intoh 1992, p. 166.
4. ↑  Intoh 1992, p. 159-161, 166.
5. 1 2  Intoh 1992, p. 164.
6. 1 2  Intoh 1992, p. 164-165.

- Autres sources :

1. 1 2 3 4 5 6 7 8 9  (en) Vanessa Fread, « Protecting the Biodiversity of Ngulu Atoll, Yap State, Federated States of Micronesia », Journal of micronesian fishing, no 5,‎ 2010, p. 6-7 (lire en ligne)
2. 1 2 3 4 5 6 7 8 9 10 11 12 13 14 15  (en) Donald W. Buden, « Reptiles of Ngulu Atoll, Yap State, Federated States of Micronesia », Pacific science, vol. 64, no 3,‎ 2010, p. 473-480 (ISSN 1534-6188, lire en ligne)
3. ↑  (en) Manuel Rauchholz, « Resources, boundaries and governance: what future for marine resources in Micronesia ? », Cahiers du Credo,‎ 2016, p. 49-75 (ISBN 9782953748550, lire en ligne)
4. 1 2  (en) Donald W. Buden et John Tennent, « New Records of Butterflies from Yap Outer Islands, Micronesia : Fais Island and Ngulu, Ulithi, and Woleai Atolls », Pacific science,‎ janvier 2011, p. 117-122 (lire en ligne).
5. 1 2 3 4  (en) Donald W. Buden, « Pantala flavescens(Insecta: Odonata) Rides West Winds into Ngulu Atoll, Micronesia: Evidence of Seasonality and Wind-Assisted Dispersal », Pacific science, vol. 64, no 1,‎ 2010, p. 141-143 (ISSN 1534-6188, lire en ligne)
6. ↑  (en) Addison H. Wynn, Robert P. Reynolds, Donald W. Buden, Marjorie Falanruw et Brian Lynch, « The unexpected discovery of blind snakes (Serpentes: Typhlopidae) in Micronesia: two new species of Ramphotyphlops from the Caroline Islands », Zootaxa, no 3172,‎ 2012, p. 39-54 (ISSN 1175-5334, lire en ligne)
7. 1 2  (en) Peter Houk, Rapid Ecological Assessment for Yap, Ngulu, and Ulithi. Yap State, Federated States of Micronesia.  Quantitative Assessments of Coral-Reef Assemblages and Macroinvertebrate Abundances, Saipan, Pacific Marine Resources Institute, 2007, 42 p. (lire en ligne), p. 26-32
8. ↑  (en) Annick Cros, Robert J. Toonen, Sarah W. Davies et Stephen A. Karl, « Population genetic structure between Yap and Palau for the coral Acropora hyacinthus », PeerJ, no 4,‎ 2016 (ISSN 2376-5992, lire en ligne)
9. ↑  (en) S. W. Davies, E. A. Treml, C. D. Kenkel et M. V. Matz, « Exploring the role of Micronesian islands in the maintenance of coral genetic diversity in the Pacific Ocean », Molecular Ecology,‎ 2015, p. 70-92 (ISSN 1365-294X, lire en ligne)
10. ↑  (en) Verónica Toral-Granda, Alessandro Lovatelli et Marcelo Vasconcellos, « Sea cucumbers : A global review of fisheries and trade », FAO fisheries and aquaculture technical paper, vol. 516,‎ 2008, p. 23 (ISSN 2070-7010, lire en ligne)
11. 1 2 3  (en) Gerald R. Allen, Reef Fishes of Yap, Federated States of Micronesia, S. l., s. n., 2007, 21 p. (lire en ligne)
12. ↑  (en) Mark Stratton, « Micronesia atolls: Great place to visit, but the young don't want to live there », sur edition.cnn.com, 18 janvier 2016 (consulté le 15 février 2020)
13. ↑  (en) YasuhiroTAJIMA, « Outers moving in : the residence of outer islanders in Yap proper », Kagoshima University Research Center forthe Pacific Islands, Occasional Papers, vol. 32,‎ 2001, p. 25-32 (lire en ligne)
14. ↑  (en) Paul Rainbird, The Archaeology of Micronesia, Cambridge, Cambridge university press, 2004, 301 p. (ISBN 0-521-65188-3, lire en ligne), p. 152
15. ↑  (en) Patrick Vinton Kirch, On the Road of the Winds : An Archaeological History of the Pacific Islands before european contact, Oakland, University of california press, 2017, 385 p. (ISBN 978-0-520-96889-9, lire en ligne), p. 171
16. 1 2  (en) W. R. Dickinson, « Temper sands from prehistoric sherds excavated at Pemrang site on Yap and from nearby Ngulu Atoll », Bulletin of the Indo-Pacific Prehistory Association, no 3,‎ 1982, p. 115-117 (ISSN 1835-1794, lire en ligne)
17. 1 2  (es) Francisco Coello, « Conflicto hispano-alemán », Boletín de Sociedad Geográfica de Madrid, t. XIX,‎ 1885, p. 242, 289 (lire en ligne)
18. ↑  (en) Ralph Gerard Ward (Éditeur), American activities in the Central Pacific (1790-1870), vol. 5, Ridgewood, The Gregg Press, 1966, mult., p. 152
19. ↑  (en) Alfred Tetens, Among the savages of the South Seas : memoirs of Micronesia, 1862-1868, Stanford, Stanford University Press, 1958, 107 p. (ISBN 978-0-8047-0518-9), p. 64
20. 1 2  E. Lefebvre de Behaine, « Léon XIII et le prince de Bismarck », Revue des Deux Mondes, vol. 142,‎ 1897, p. 49-70 (lire en ligne).
21. ↑  Charles Stienon, « La campagne coloniale des Alliés en 1914 et 1915 », Revue des Deux Mondes, vol. 30,‎ 1915, p. 666 (lire en ligne).
22. ↑  Sylvette Boudin-Boyer, 1914-1915 : De Nouméa à Apia... vers un nouvel ordre colonial dans le Pacifique sud dans Angleviel Frédéric et Levine Stephen I. (dir.), La Nouvelle-Zélande et la Nouvelle-Calédonie, voisins, amis et partenaires, Wellington, Victoria University Press, 2008 (lire en ligne), p. 171.
23. ↑  Pierre Montagnon, Dictionnaire de la Grande Guerre, Paris, Flammarion, 2013 (lire en ligne).
24. 1 2  Dirk Anthony Ballendorf, États fédérés de Micronésie dans Griffiths Anne (dir.) Guide des pays fédéraux, 2005, Montréal, McGill-Queen'S University Press, 2005 (lire en ligne).
25. ↑  (en) C. Jason Throop, Suffering and Sentiment : Exploring the Vicissitudes of Experience and Pain in Yap, Berkeley, University of California press, 2010, 329 p. (ISBN 978-0-520-26057-3, lire en ligne), p. 19-20.
26. ↑  (en) Ward Hunt Goodenough et Hiroshi Sugita, Trukese-English Dictionary, Philadelphie, American philosophical society, 1990, 560 p. (ISBN 978-0-87169-014-2, lire en ligne), p. 280.
27. ↑  (en) Inez de Beauclair, « Somes ancient beads of Yap and Palau », Journal of the polynesian society, vol. 72, no 1,‎ 1963, p. 1-10 (ISSN 0032-4000, lire en ligne)
28. 1 2 3 4  (en) Jacques Barrau, Subsistence Agriculture in Polynesia and Micronesia, Honolulu, Bernice P. Bishop Museum, 1961, 94 p., p. 38-39
29. 1 2  (en) Mark Stratton, « Micronesia atolls: Great place to visit, but the young don't want to live there », sur edition.cnn.com, CNN, 18 janvier 2016 (consulté le 21 décembre 2019)
30. ↑  (en) Jeffrey C. Marck, « Micronesian dialects and the overnight voyage », The Journal of the Polynesian Society,‎ 1986, p. 253-258 (ISSN 2230-5955, lire en ligne)

### Rapports
1. ↑  (en) A Blueprint for conserving the biodiversity of the Federated states of Micronesia, S. l., s. n., 2002, 47 p. (lire en ligne), p. 9
2. ↑  (en) A Report on Progress to Implement the Micronesia Challenge 2006-2011, S. l., s. n., 2011, 33 p. (lire en ligne), p. 16
3. ↑  [PDF] (en) Toni L. Carell, Don Boyer, Richard Davis, Marjorie G. Driver, Kevin Foster, Daniel J. Lenihan, David. T. Lotz, Fr. Thomas B. McGrath, James E. Miculka, Tim Rock, Ros S. N. Manibusan, Dennis Blackenbaker, William Cooper, Edward Hood et Suzanne Hendricks, Micronesia, submerged cultural resources assessment of Micronesia, Santa Fe, Southwest cultural resources center, 1991, 624 p. (lire en ligne), p. 583, 589, 590, 591, 593, 594, 598, 599
4. ↑  (en) IOM, « El Nino Assistance », IOM Micronesia  Newsletter,‎ juillet 2016, p. 3 (lire en ligne)
5. ↑  (en) IRENA, Pacific Lighthouses, Renewable energy opportunities and challenges in the Pacific Islands region : Federated States of Micronesia, Abu Dhabi, IRENA, 2013, 12 p. (lire en ligne), p. 10

### Sources gouvernementales
1. ↑  (en) « Constitution, article V, The Legislature », fsmsupremecourt.org (consulté le 20 avril 2015).
2. ↑  (en) « Yap State Releases List Of Election Candidates », pireport.org, 12 août 2014 (consulté le 26 mars 2015)
3. ↑  (en) « Recensement de 2000 », pacificweb.org (consulté le 6 mars 2015)
4. ↑  [PDF](en) « Recensement jusqu'en 2000 », pacificweb.org (consulté le 6 mars 2015)
5. ↑  (en) « Recensement de 2010 », pacificweb.org (consulté le 21 juillet 2018)
6. ↑  (en) « Myths, Legends and Factual Tidbits », sur visityap.com, Yap Visitors Bureau (consulté le 18 décembre 2019)

### Autres sources
1. 1 2 3 4  (en) « Ngulu », sur oceandots.com (version du 25 septembre 2010 sur Internet Archive)
2. ↑  (en) « Storm Events Database : Ngulu », sur www.ncdc.noaa.gov, NOAA (consulté le 19 juillet 2018).
3. ↑  (en) « Typhoon Mitag », sur www.ncdc.noaa.gov, NOAA (consulté le 19 juillet 2018).
4. ↑  (en) « Typhoon Sudal », sur www.ncdc.noaa.gov, NOAA (consulté le 19 juillet 2018).
5. ↑  (en) « Tropical Storm Parma », sur www.ncdc.noaa.gov, NOAA (consulté le 19 juillet 2018).
6. ↑  (en) « Typhoon Haiyan », sur www.ncdc.noaa.gov, NOAA (consulté le 19 juillet 2018).
7. ↑  (en) « Typhoon Hagupit », sur www.ncdc.noaa.gov, NOAA (consulté le 19 juillet 2018).
8. ↑  « Habele : Typhoon Maysak », sur habele.blogspot.com, 4 novembre 2015 (consulté le 19 juillet 2015)
9. 1 2  (en) « Ngulu Atoll », sur onereef.org, OneReef (consulté le 29 octobre 2010)
10. 1 2 3  (en) Jackie M., « Wildlife of Ngulu », sur pyrate-enterprises.com, Jackie M., 24 avril 2013 (consulté le 17 octobre 2018)